# Steve Cishek
Steven R. Cishek (né le 18 juin 1986 à Falmouth, Massachusetts, États-Unis) est un lanceur de relève droitier des Nationals de Washington de la Ligue majeure de baseball.

## Carrière

### Marlins de Miami

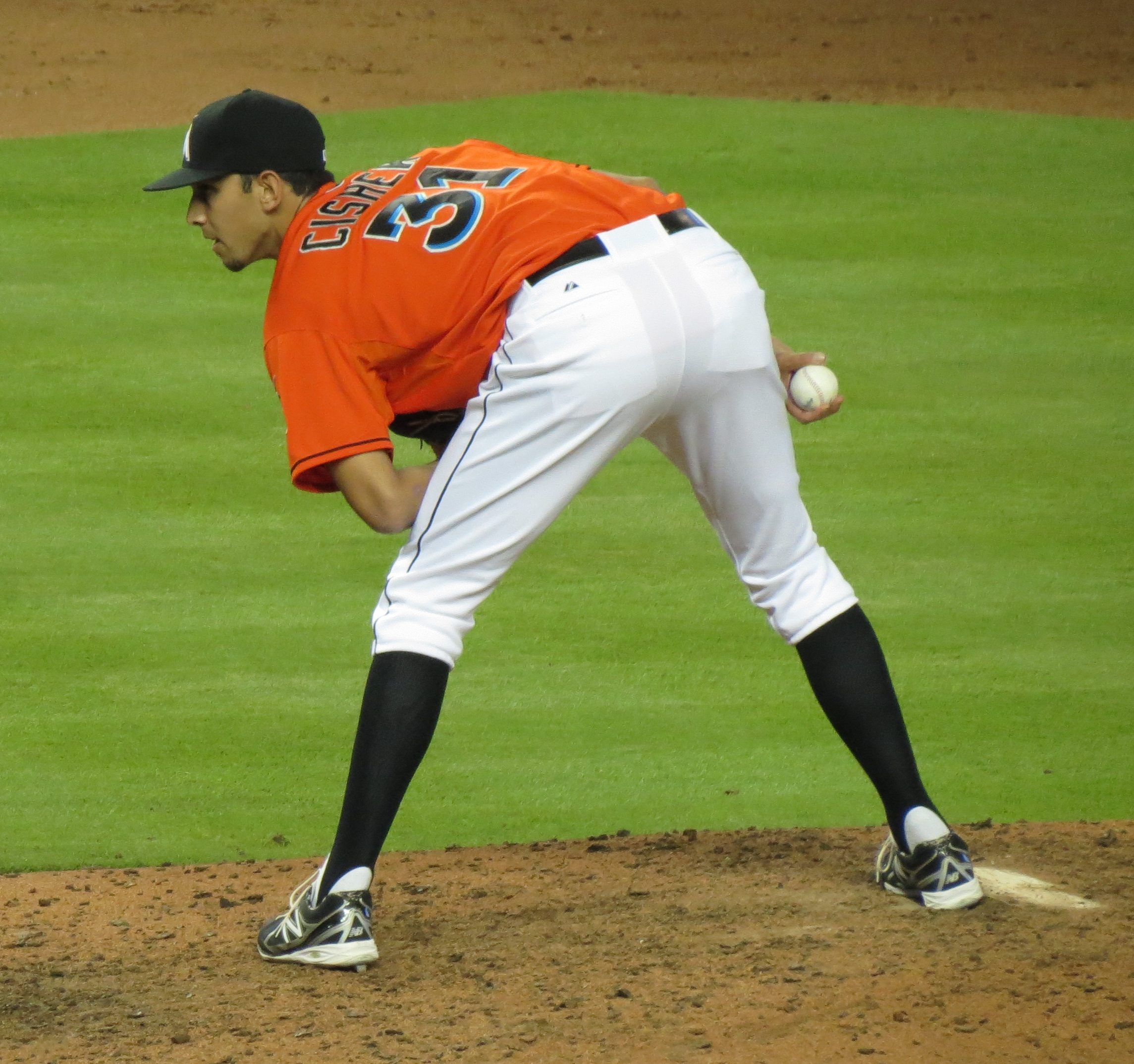
Steve Cishek en 2013.

Après des études secondaires à la Falmouth High School de Falmouth (Maine), Steve Cishek suit des études supérieures au Carson-Newman College où il porte les couleurs des Eagles.  
Cishek est repêché le 7 juin 2007 par les Marlins de la Floride au cinquième tour de sélection et perçoit un bonus de 139 500 dollars à la signature de son premier contrat professionnel le 12 juin 2007. 
Il passe quatre saisons en Ligues mineures avant d'intégrer l'effectif actif des Braves le 20 septembre 2010. Il fait ses débuts en Ligue majeure le 26 septembre.
Cishek est affecté en Triple-A chez les Zephyrs de la Nouvelle-Orléans en début de saison 2011. Rappelé des mineures à la fin mai, il passe le reste de la saison chez les Marlins, enregistre son premier sauvetage dans les majeures le 10 juin contre Arizona et remporte sa première victoire en carrière le 2 juillet sur Texas. En 54 manches et deux tiers lancées pour les Marlins en 2011, il réussit 55 retraits sur des prises, maintient une moyenne de points mérités de 2,63 en 45 parties et gagne deux matchs contre une défaite.
En 2012, il affiche une moyenne de 2,69 points mérités accordés par partie en 63 manches et deux tiers lancées et 68 parties jouées. Il compte 5 victoires, 2 défaites et 15 sauvetages. Cishek est assigné au rôle de stoppeur des Marlins en 2013.

### Cardinals de Saint-Louis
Le 24 juillet 2015, les Marlins échangent Cishek aux Cardinals de Saint-Louis en retour du lanceur droitier des ligues mineures Kyle Barraclough. Il maintient une moyenne de points mérités de 2,31 en 27 apparitions au monticule et 23 manches et un tiers lancées en fin d'année pour Saint-Louis. Il rachète ainsi son mauvais départ à Miami et abaisse sa moyenne à 3,58 pour l'année, en 55 manches et un tiers lancées au total en 59 matchs des Marlins et des Cardinals.

### Mariners de Seattle
Le 14 décembre 2015, Cishek signe un contrat de 10 millions de dollars pour deux saisons chez les Mariners de Seattle.
Il ne complète pas ces deux saisons, étant échangé à Tampa Bay vers la fin de la seconde. Sa moyenne de points mérités se chiffre à un excellent 2,81 en 64 manches lancées pour les Mariners en 2016. Sa moyenne s'élève à 3,15 en 20 manches lancées lors de 23 sorties en 2017 avant de quitter Seattle.

### Rays de Tampa Bay
Le 28 juillet 2017, Seattle échange Cishek aux Rays de Tampa Bay contre le lanceur droitier Erasmo Ramírez.

### Cubs de Chicago
Il rejoint les Cubs de Chicago le 16 décembre 2017.

## Statistiques
| Saison | Équipe            | G   | GS | CG | SHO | V  | D  | SV  | IP    | SO  | ERA  |
| ------ | ----------------- | --- | -- | -- | --- | -- | -- | --- | ----- | --- | ---- |
| 2010   | Floride           | 3   | 0  | 0  | 0   | 0  | 0  | 0   | 4.1   | 3   | 0,00 |
| 2011   | Floride           | 45  | 0  | 0  | 0   | 2  | 1  | 3   | 54.2  | 55  | 2,63 |
| 2012   | Miami             | 68  | 0  | 0  | 0   | 5  | 2  | 15  | 63.2  | 68  | 2,69 |
| 2013   | Miami             | 69  | 0  | 0  | 0   | 4  | 6  | 34  | 69.2  | 74  | 2,33 |
| 2014   | Miami             | 67  | 0  | 0  | 0   | 4  | 5  | 39  | 65.1  | 84  | 3,17 |
| 2015   | Miami Saint-Louis | 59  | 0  | 0  | 0   | 2  | 6  | 4   | 55.1  | 48  | 3,58 |
| 2016   | Seattle           | 62  | 0  | 0  | 0   | 4  | 6  | 25  | 64.0  | 76  | 2,81 |
| 2017   | Seattle Tampa Bay | 49  | 0  | 0  | 0   | 3  | 2  | 1   | 44.2  | 41  | 2,01 |
| 2018   | Chicago Cubs      | 80  | 0  | 0  | 0   | 4  | 3  | 4   | 70.1  | 78  | 2,18 |
| Totaux | Totaux            | 502 | 0  | 0  | 0   | 28 | 31 | 125 | 492.0 | 527 | 2,65 |

Note : G = Matches joués ; GS = Matches comme lanceur partant ; CG = Matches complets ; SHO = Blanchissages ; 
V = Victoires ; D = Défaites ; SV = Sauvetages ; IP = Manches lancées ; SO = Retraits sur des prises ; ERA = Moyenne de points mérités.